# Daniela Castillo
Daniela Paz Castillo Vicuña (Santiago, 26 de septiembre de 1984) es una cantante y presentadora de televisión chilena. Alcanzó notoriedad masiva en su país como participante del programa de talentos Rojo Fama Contrafama, consagrada como una de sus integrantes más emblemáticas. Desde entonces ha desarrollado una exitosa carrera musical avalado, por ejemplo, en el triple disco de oro y doble disco de platino en ventas por su primer álbum discográfico homónimo Daniela Castillo.
También ha sido conductora de programas de televisión y ha actuado en cine y teatro, además de preparador del programa Rojo, el color del talento. Actualmente, es la quinta coach del programa The Voice Chile.

## Biografía
Daniela Castillo nació el 26 de septiembre de 1984, en Chile, siendo adoptada por el matrimonio compuesto por María de la Paz Vicuña y Arturo Castillo, y tiene dos hermanos: Pía y Arturo. Desde muy pequeña le gustó cantar, participando en festivales del colegio y estudiando en la Academia de canto de Alicia Puccio. Egresó en 2002 de los Colegios Padre Hurtado y Juanita de los Andes, año que comienza su carrera como cantante en el programa Rojo Fama Contrafama de TVN. 
En 2006, contrajo matrimonio con el modelo Matías Novoa, a quien conoció cuando estaba grabando el videoclip para la canción «Dueña de mi corazón». Luego de casarse y vivir en México, Daniela vuelve a Chile cuando se termina la relación.

### 2002-2006:Rojo Fama Contrafama
En 2002, con 18 años de edad, ingresa a la primera generación del primer show buscatalento de Chile Rojo Fama Contrafama. El programa en solo semanas se convirtió en un fenómeno, en el que Daniela alcanza fama y popularidad. En la competencia fue discriminada por ser de una familia de alto nivel socioeconómico, y admite públicamente ser adoptada. Queda entre los 5 finalistas, pero la última semana Daniela cayó ante la tensión, quedando en el 5º lugar entre lágrimas y generando gran polémica cuando el público se manifestó con miles de reclamos al canal del programa. Durante la final, Daniela obtiene el segundo lugar de la votación popular con 70.790 llamados telefónicos.
Daniela participa en una nueva competencia, el Símbolo Rojo, junto con los finalistas de su generación, donde cayó en una especie de pánico escénico y declaró que había perdido el gusto por cantar e incluso generó polémica, al sufrir una pelea con el jurado Jaime Coloma, donde termina llorando. Durante las últimas semanas se recupera y llega a la final, presentándose en la primera Gala de Rojo, y obteniendo el segundo lugar. A finales de 2003 participa en el Gran Rojo, final del año entre las 3 primeras generaciones del programa que buscaba a los 8 cantantes que conformarían el Clan Rojo para el 2004. Cuando se elegía a los 7 primeros finalistas, Daniela se desmaya en pleno escenario al anunciarse su nombre como finalista; en esa competencia obtendría el octavo lugar por notas del jurado. Daniela se mantuvo 3 años más en el programa, participando en los discos de Rojo que vendieron 1,5 millones y en la película basada en el programa Rojo, la Película. En marzo de 2007 se confirma su salida de Rojo.

### 2004-2005: Disco debutDaniela Castillo
En noviembre de 2003 lanza el primer sencillo «Tú volverás» y la canción se convierte en éxito. El álbum Daniela Castillo debuta en la posición número dos de ventas, siendo solo superada por Luis Miguel que estaba de promoción en Chile. En su primera semana alcanza la certificación de disco de oro y obtiene en total tres discos de oro y dos discos de platino, manteniéndose varias semanas en el Top 10 de ventas. Durante la promoción, Daniela visita la Isla de Pascua, causando una verdadera revolución. El segundo sencillo Trampa de Cristal superó al primero y se convirtió en su mayor hit, número uno en radios como Los 40 Principales. El videoclip también logra los primeros lugares. Se presenta en el Estadio Nacional ante más de 100 mil personas durante la Teletón chilena del 2004. Es invitada a programas televisivos gracias al éxito del sencillo y del disco, y aparece en todas las revistas y diarios nacionales, cubriendo portadas y llenando páginas centrales. Lanza el tercer sencillo «Encontrarás», cuyo videoclip es muy publicitado en la prensa por lo erótico de su vestuario y escenas cabalgando a caballo. Lanza en 2005 un cuarto sencillo, «Dueña de mi corazón». En el videoclip la acompaña el modelo Matías Novoa, quien se convierte en su novio, lo que llama la atención de la prensa. Ese año contrae matrimonio con él y se divorcia dos años más tarde en medio de rumores. Ese año participa en la obra Jesucristo Superstar y Mary Poppins, y recibe el premio de la, que fue éxito de taquilla en Chile.

### 2006-2009: Segundo discoObsesióny México
En 2005 es contactada por los Hermanos Gaitán para producir su segundo álbum, el que grabó en Miami, en los Estudios de Emilio Estefan. Los compositores incluyen a Daniela y Soraya, quien escribió la canción Estés donde Estés antes de morir. El disco se titula Obsesión y se lanzó el 28 de noviembre de 2006 bajo el sello Universal Music. El primer sencillo fue Volar, que se convirtió en un éxito radial chileno. Luego realiza una mini gira por Chile, junto al cantante Axel, y un concierto para lanzar el disco en el Teatro Teletón. A finales del 2006 recibe por segundo año consecutivo el premio TV Grama a la Mejor Cantante Nacional. En enero de 2007 lanza el segundo sencillo y videoclip Obsesión, pero la promoción del sencillo y del disco queda congelada, porque a comienzos de marzo de 2007 se radica en el extranjero.
En México hace su primera aparición en el canal Telehit. Vuelve por unos días a Chile y se presenta en una Gala de Rojo. En México rechaza la oferta de un sello español. En 2008 reaparece entrevistada en Telehit y su último videoclip Obsesión es presentado ahí. En septiembre de 2008 Daniela es lo más buscado en Yahoo Chile. En octubre se divorcia en medio de rumores y se integra a Estrellas en el Hielo, versión chilena de Strictly Ice Dancing donde protagoniza polémica cuando llora durante uno de los capítulos al ver imágenes de su fracasado matrimonio, logrando el tercer lugar. Luego participa en el programa de farándula Alfombra roja para comentar el festival de Viña del Mar y es contratada como la animadora del programa La ley de la selva con éxito de sintonía. Nuevamente llama la atención de la prensa por el regreso de su exmarido Matías Novoa a Chile para reconquistarla y al confirmarse su relación con el tenista chileno Fernando González. A pesar de todo, Daniela considera que todo lo que ha vivido ha sido un aprendizaje y que no puede hablar de fracaso a sus 24 años de edad.

### 2010-2012: Tercer discoInvencibley la actuación
El tercer disco de Daniela estuvo en proceso de producción bajo la editora y productora "Westwood Entertainment" México, la misma de Camila y Sin Bandera, pero finalmente fue grabado en mayo de 2010 con la productora "Boomerang Music", también en México. A fines de abril de 2011 lanza el primer sencillo «Invencible» junto con un videoclip. El disco es un EP que consta de 6 canciones y se anuncia que estará a la venta a partir de fines de junio de 2011 en formato digital y físico a través de las tiendas Feria Mix, quienes están a cargo del sello Feria Music, a cargo de su distribución en Chile. El disco es una evolución en el estilo de Daniela, ya que está orientado a temas de amor y desamor, con baladas románticas, muy diferente a sus anteriores discos orientados a un público adolescente con temas y estilos de música pop. El disco se convierte en un éxito instantáneo, debutando en la posición número tres de los más vendidos en Chile, permaneciendo dos semanas en dicha posición.
Paralelo al lanzamiento del disco, Daniela acepta el desafío de interpretar a "Guacolda" en la obra musical titulada "Corazón mestizo", inspirada en el poema épico "La Araucana", de Alonso de Ercilla. Daniela Castillo, como protagonista de la obra, decide adaptar su apariencia al personaje y cambia su look de una larga cabellera azabache a un corte de color chocolate. Pero también estará acompañada por algunos ex chicos Rojo y un gran elenco compuesto del tenor Tito Beltrán, José Alfredo Fuentes, Guido Vecchiola, entre otros. La apuesta está a cargo de la compañía de Teatro Itinerante de Santiago (TISA), bajo el director y dramaturgo Alejandro Pinto. El estreno fue en el tercer trimestre de 2011.
Mientras se graba el segundo videoclip de Invencible, Daniela también comienza a ser parte de la nueva teleserie juvenil Gordis de Chilevisión, donde interpreta a una de las antagonistas de la serie, que pertenece al grupo de las populares de un colegio donde hacen bullying al resto. Su papel corresponde a una persona antipática y desgraciada.

### 2013-2015: Cuarto discoTurn It Upen inglés
A finales de 2012 y comienzos de 2013, Daniela prepara un nuevo disco, pero esta vez completamente en inglés y lanza el primer sencillo promocional llamado «Turn it up», acompañada del cantante estadounidense Freakazoid, quien ha colaborado con cantantes internacionales como Shakira, Don Omar y Justin Timberlake. Este nuevo sencillo está más ligado al dance pop, con ritmos hip hoperos y bailables, a un nivel de sonido como en los clubes de Miami. El cambio involucra que en sus presentaciones en vivo estará acompañada de DJs, bailarines y un guitarrista. Sus presentaciones en vivo del nuevo sencillo impresionan tanto a la prensa chilena que la comparan con la bailarina y cantante estadounidense Jennifer Lopez. Con estilos musicales más renovados y orientados al pop electrónico y dance, Daniela promociona su disco en Chile, que saldría al mercado en el primer semestre de 2013, orientándose también con puestas en escena para atraer al público en lo visual. El disco contaría con temas en inglés para poder ampliarse a nuevos horizontes, ya que el proyecto se está trabajando con gente de Miami y no se descarta la idea de llevarlo a la mayor cantidad de países. Del disco lanza dos sencillos más, uno en inglés Someone y otro en español Juro. 
Durante el año 2014, Daniela tiene participación en dos programas de caza talentos en televisión, uno orientado a buscar nuevos cantantes regionales, llamado Las regiones cantan organizado por el canal TVU de Concepción, Chile, y financiado por el Consejo Nacional de Televisión. Durante el mismo año, Canal 13 contrata a Daniela como la nueva coanimadora de Sergio Lagos en el espacio de imitadores Mi nombre es... donde su función sería compartir con los participantes antes del escenario y acompañar a los familiares durante su actuación.
Finalizando el 2014, Daniela prepara su actuación en la obra de teatro Peter Pan, el musical junto a Augusto Schuster, Gonzalo Valenzuela y Josefina Fiebelkorn, lanzando un sencillo promocional con la canción Forever Young de Bob Dylan. La obra se presenta durante los meses de enero y febrero de 2015 en diferentes puntos del país donde Mall Plaza tiene presencia. Una vez terminada la gira del musical, Daniela sigue con presentaciones a lo largo de Chile y se dedica a preparar un nuevo repertorio musical. Es invitada a la gala del LVI Festival Internacional de la Canción de Viña del Mar y en su paseo por la alfombra roja destaca su rostro más despejado por el "efecto cintillo" de su peinado.

### 2016-2017: Quinto Disco - Primer sencillo "Una Vez Más"
Después del éxito de Turn it up en agosto, Daniela Castillo presenta «Una vez más», el primer sencillo de su quinto disco de estudio. En palabras de la misma artista: “Es un disco más orgánico y honesto, donde he podido plasmar en las letras toda mi experiencia, todo lo que he vivido y lo que quiero decir hoy.” En enero del 2017 lanza su videoclip.

### 2018: Daniela realiza coaching
En el verano del año 2018, se anuncia el regreso del programa del que Daniela Castillo fue parte, ahora bajo el nombre Rojo, el color del talento. Daniela fue invitada para ser coach  de cantantes en el programa, invitación que ella acepta, junto a sus compañeros de primera generación Leandro Martínez y María Jimena Pereyra, al igual que sus compañeros bailarines Yamna Lobos, María Isabel Sobarzo y Christian Ocaranza.

### " Te Dejo Ir " (Sencillo)
Daniela está de vuelta con todo para presentar su nuevo sencillo «Te dejo ir», que ya se encuentra disponible a través de las distintas plataformas digitales. En este tema, la artista mantiene toda la esencia que la ha caracterizado desde el comienzo de su carrera, pero se la juega con los sonidos actuales.
«Te dejo ir» es una canción de pop latino con tintes urbanos, escrita por la propia Daniela junto a su equipo, con la intención de que la letra logre que las personas se sientan representadas cuando la escuchen. Asimismo, cuenta con su respectivo videoclip, con el que espera sorprender con su propuesta que refleja completamente lo que transmite el tema.
Este lanzamiento corresponde al primer adelanto del sexto disco de Daniela Castillo. Sobre este proceso, la cantante señala que si bien nunca ha estado tan alejada de los estudios de grabación, «lo que marca la diferencia ahora es que es un nuevo disco y eso tiene una energía diferente, es algo que disfrutas desde el momento de la composición, y que cuidas y trabajas en él con todo el corazón, porque al momento de salir a la luz ya no es tuyo, es de la gente, aunque en él va una parte importante de mí».
En esta nueva propuesta, la artista se mantendrá fiel a su estilo musical; sin embargo, adelanta que tendrá mucho que ver con este primer sencillo. «La música no tiene límites y te permite jugar y tener sonidos más frescos y nuevos», señala. <Crédito:  AgendaChilena.cl>

### " Ya fue " (Sencillo)
Sencillo estrenado el 2020, se centra en los amores pasajeros y en cómo la mujer actual se empodera frente a este tipo de relaciones. Fue producida en Chile por Vladi Cachai y grabada respetando medidas de higiene en espacios interiores durante la pandemia de COVID-19.

### " Verte más " (Sencillo)
Esta canción habla sobre cómo dejar atrás una relación desde el espacio propio, en otras palabras, desde la soledad. Fue producida por Vladimir Muñoz (Vladi Cachai) y en ella la cantante incorpora elementos de la música urbana. Respecto al videoclip, fue grabado en período de post cuarentena manteniendo el distanciamiento social.

### 2021
Daniela Castillo participó en el programa ¿Quién es la máscara? de Chilevisión como Muñeca. Terminó siendo la ganadora de la primera temporada.

### 2023
Daniela Castillo participó como quinta coach en la 2.ª Temporada del Estelar de Cantantes The Voice Chile emitido por Chilevisión.

## Discografía
- Daniela Castillo (2003)
- Obsesión (2006)
- La Historia de Daniela Castillo (2010)
- Invencible (2011)
- Turn it up (2013)
- Una vez más (2017)
- Tú lo sabes (2017)
- Prefiero Mentirme (2019)
- Te Dejo Ir (2020)
- Te Dejo Ir REMIX (feat D.W.) (2020)

## Videografía
- Trampa de cristal (2004)
- Encontrarás (2004)
- Dueña de mi corazón (2005)
- Obsesión (2007)
- Invencible (2011)
- Someone (2013)
- Juro (2014)
- Forever Young (2015)
- Una vez más (2017)
- Tú lo sabes (2017)
- Te dejo ir (2020)
- Ya fue (2020)
- Verte más (2021)
- Nada de nah (2021)
- Estabas ahí (2022)

## Premios y reconocimientos
| Año  | Premio         | Categoría                  | Trabajo nominado | Resultado | Ref.   |
| ---- | -------------- | -------------------------- | ---------------- | --------- | ------ |
| 2014 | Altazor        | Mejor Álbum Pop o Balada   | Turn it up       | Nominada  | [ 52 ] |
| 2011 | Copihue de Oro | Grupo o cantante romántico | Invencible       | Nominada  | [ 53 ] |
| 2006 | TV Grama       | Mejor Cantante Nacional    | Ella misma       | Ganadora  | [ 54 ] |
| 2005 | TV Grama       | Mejor Cantante Nacional    | Ella misma       | Ganadora  | [ 55 ] |

## Teatro
| Año       | Obra                     | Personaje       | Director        | Ref.          |
| --------- | ------------------------ | --------------- | --------------- | ------------- |
| 2005      | Jesucristo Superestrella | María Magdalena | -               | [ 56 ]        |
| 2005      | Mary Poppins             | Mary Poppins    | Zelig Rosenman  | [ 57 ]        |
| 2011-2012 | Corazón mestizo          | Guacolda        | Alejandro Pinto | [ 58 ] [ 59 ] |
| 2015      | Peter Pan: el musical    | Wendy Darling   | Álvaro Viguera  | [ 60 ] [ 61 ] |
| 2017      | Annie, la huerfanita     | Grace Farrell   | Eduardo Yedro   | [ 62 ] [ 63 ] |